# Cédric De Greve
Cédric De Greve (Waterloo, 27 februari 1979) is een Belgisch hockeyspeler. 

## Levensloop
De Greve studeerde aan de VUB en de Universiteit van Luik af als dierenarts.
Hij speelt bij Waterloo Ducks als keeper. Anno 2008 had bij 120 caps voor de nationale ploeg waarmee hij de Olympische Spelen in Peking haalde. België eindigde er als negende.